# Jo, robot (pel·lícula)
|  | Aquest article tracta sobre pel·lícula del 2004. Si cerqueu la novel·la d'Isaac Asimov, vegeu «Jo, robot». |

Jo, robot (títol original en anglès: I, robot) és una pel·lícula de ciència-ficció produïda el 2004, dirigida per Alex Proyas i protagonitzada per Will Smith. Està basada en una recopilació de contes del mateix nom, Jo, robot, escrits per Isaac Asimov.

## Argument
La pel·lícula es basa en Chicago. Els humans viuen en completa harmonia amb robots intel·ligents antropomòrfics, en els quals confien plenament en ells, ja que es regeixen per les Tres Lleis de la Robòtica: mai fer mal a un humà o permetre-ho, sempre obeir els humans llevat que violi la Primera Llei, i protegir la seva existència llevat que violi la Primera o Segona Llei.
Inesperadament, un robot es veu implicat en el crim d'un brillant científic, i el detectiu Del Spooner (Will Smith) queda a càrrec de la investigació.

## Repartiment
- Will Smith, detectiu Del Spooner
- Bridget Moynahan, doctor Susan Calvin
- Alan Tudyk, robot Sonny
- James Cromwell, doctor Alfred Lanning
- Bruce Greenwood, Lawrence Robertson
- Shia LaBeouf, Farber
- Chi McBride, tinent John Bergin
- Terry Chen, Chin
- Fiona Hogan, V.I.K.I.
- Adrian Ricard, Gigi (Granny)

## Premis i nominacions
Nominacions
- 2004: Oscar als millors efectes visuals per John Nelson, Andrew R. Jones, Erik Nash i Joe Letteri[4]